# RSGC1
RSGC1 (Red Supergiant Cluster 1) es un cúmulo abierto masivo joven en la Vía Láctea. Fue descubierto en  el año de 2006 a partir de los datos generados por varias observaciones en luz infrarroja y recibió su nombre por el número grande de miembros supergigantes rojos. El cúmulo está situado en la constelación de Scutum, a una distancia de unos 6.6 kpc desde el sol. Es probable que esté situado en la intersección del extremo norte de la Barra Larga de la Vía Láctea y la parte interior del Brazo Scutum-Centaurus, uno de sus dos principales brazos espirales.
Se estima que la edad de RSGC1 es de entre 10 y 14 millones de años. El cúmulo está muy oscurecido y no ha sido observado con luz visible. Se encuentra cerca de otras agrupaciones de supergigantes rojas conocidas como Stephenson 2, RSGC3, Alicante 7, Alicante 8 y Alicante 10. La masa de RSGC1 se estima en 30,000 M☉, lo que lo convierte en uno de los cúmulos abiertos más masivos de la galaxia.
Las supergigantes rojas observadas, con una masa de entre 16 y 20 masas solares, son progenitoras de supernovas de tipo II. Se han detectado más de 200 estrellas de secuencia principal con masas superiores a 8 M☉, que permite determinar la distancia a partir del ajuste de la secuencia principal. También se han identificado catorce supergigantes rojas.

## Miembros
| Estrella | Tipo espectral | Magnitud | Temperatura (efectiva, K) | Magnitud absoluta | Luminosidad (L☉)  | Radio (R☉)         |
| -------- | -------------- | -------- | ------------------------- | ----------------- | ----------------- | ------------------ |
| F01      | M3 / M5        | 4.962    | 3,550                     | −11.75            | 335,000           | 1499-1530+330 −424 |
| F02      | M4 / M2        | 5.029    | 3,700                     | −11.92            | 215,000           | 1,128              |
| F03      | M4 / M5        | 5.333    | 3,500                     | −11.28            | 120,000           | 942                |
| F04      | M0 / M1        | 5.342    | 3,800                     | −11.24            | 380,000           | 1,422              |
| F05      | M6 / M4        | 5.535    | 3,500                     | −11.36            | 190,000           | 1,185              |
| F06      | M5             | 5.613    | 3,400                     | −10.70            | 230,000           | 1,382              |
| F07      | M2 / M3        | 5.631    | 3,600- 3,800              | −10.81            | 190,000           | 1,006              |
| F08      | M3             | 5.654    | 3,600                     | −11.33            | 200,000           | 1,150              |
| F09      | M3 / M6        | 5.670    | 3,600                     | −10.92            | 150,000           | 996                |
| F10      | M5 / M3        | 5.709    | 3,600                     | −10.86            | 235,000           | 1,246              |
| F11      | M1 / M4        | 5.722    | 3,800                     | −11.03            | 200,000           | 1,032              |
| F12      | M0             | 5.864    | 3,900                     | −10.70            | 190,000           | 955                |
| F13      | M3 / K2        | 5.957    | 4,200                     | −11.39            | 290,000           | 1,017              |
| F14      | M3 / M1        | 6.167    | 3,700                     | −10.25            | 74,000            | 662                |
| F15      | G0 / G6        | 6.682    | 6,850                     | −10.07            | 229,000 - 620,000 | 340                |

### RSGC1-F02
RSGC1-F02 es una supergigante roja ubicada en RSGC1. Se calculó que su radio estaba entre 1,499 y 1,549 veces el del Sol (el radio se calcula aplicando la ley de Stefan-Boltzmann), lo que la convierte en una de las estrellas más grandes descubiertas hasta ahora. Esto corresponde a un volumen entre 3,370 y 3,720 millones de veces mayor que el Sol. Si se colocara en el centro del Sistema Solar, su fotosfera engulliría la órbita de Júpiter.

### RSGC1-F01
RSGC1-F01 es una supergigante roja ubicada en RSGC1. Se calculó que su radio era alrededor de 1,450 a 1,530 veces el del Sol (el radio se calcula aplicando la ley de Stefan-Boltzmann), lo que la convierte en una de las estrellas más grandes descubiertas hasta ahora. Esto corresponde a un volumen 3,580 millones de veces mayor que el Sol. Si se colocara en el centro del Sistema Solar, la fotosfera engulliría la órbita de Júpiter.

### RSGC1-F13
RSGC1-F13 es una supergigante roja peculiar, inusualmente roja en comparación con las otras estrellas. Se destaca por tener la tasa de pérdida de masa más alta del cúmulo: (2.7± 0.8)×10−5 M☉/año. La estrella también ha detectado máseres de SiO, H2O y OH. El Atacama Large Millimeter Array (ALMA) detecta emisiones de CO en F13 junto con otras cuatro supergigantes del cúmulo que se extienden cientos de radios estelares lejos de las estrellas. Se estima que la tasa de pérdida de masa de este es de 4.2×10−5 M☉/año, que es un orden de magnitud mayor que el valor previsto para las otras supergigantes rojas en el estudio. Se compara a F13 con VY Canis Majoris como una supergigante roja igualmente extrema, y ambas muestran una pérdida de masa más fuerte y posiblemente eruptiva.